# Залезът на боговете (филм, 1969)
„Залезът на боговете“ (на италиански: „La caduta degli dei“) е филм на Лукино Висконти от 1969 година с участието на Дърк Богард, Ингрид Тюлин и Хелмут Бергер.

## В ролите
| Изпълнител       | Роля                   |
| ---------------- | ---------------------- |
| Дърк Богард      | Фридрих Брукман        |
| Ингрид Тюлин     | Софи фон Есенбек       |
| Хелмут Грим      | Ашенбах                |
| Хелмут Бергер    | Мартин фон Есенбек     |
| Рено Верле       | Гюнтер фон Есенбек     |
| Умберто Орсини   | Херберт Талман         |
| Райнард Колдехоф | Константин фон Есенбек |
| Албрех Шоенхалс  | Йоахим фон Есенбек     |
| Флоринда Болкан  | Олга                   |
| Нора Ричи        | Гувернантката          |
| Шарлот Рамплинг  | Елизабет Талман        |
| Карл-Ото Алберти | Германски офицер       |